# Montevideo (groupe)
Pour les articles homonymes, voir Montevideo (homonymie).
Montevideo est un groupe belge de rock composé de quatre garçons natifs de Belgique.

## Historique
Ils sortent un premier E.P. produit par Rudy Coclet (Arno, Sharko, Mud Flow) en 2004. Peu de temps après, ils donnent plusieurs concerts dans différents festivals et prospectent pour trouver un label. C'est John Stargasm, chanteur de Ghinzu et propriétaire du label Dragoon, qui finit par leur proposer une signature, en octobre 2005. 
Leur premier album sobrement intitulé Montevideo est produit par John Stargasm et Christine Verschooren. Il sort le 6 juin 2006 et comporte une belle série de singles potentiels rappelant en vrac le son de groupes comme The Rapture, Kaiser Chiefs, The Bravery et Devo.
Mika Nagazaki, bassiste de Ghinzu, a également participé à sa réalisation.

## Discographie
- Montevideo (juin 2006)
- Personal Space (28 septembre 2012)
- Temperplane (2019)

## Concerts importants
- 16 juillet 2004 : Recyclart à Bruxelles avec Gomm (Belgique)
- 13 novembre 2004 : Magasin 4 à Bruxelles (Belgique)
- 12 mai 2005 : festival des Nuits du Botanique à Bruxelles avec Millionaire (Belgique)
- 21 mai 2005 : Coliseum de Charleroi avec Austin Lace et Minerale (Belgique)
- 8 novembre 2005 : Botanique à Bruxelles avec Supergrass (Belgique)
- 10 février 2006 : Boutik Rock au Botanique à Bruxelles avec Zaccharia et Joshua (Belgique)
- 22 février 2006 : festival des Inaperçus à Paris avec Soldout (France)
- 3 et 4 avril 2006 : Le Baron à Paris (France)
- 6 mai 2006 : festival des Nuits du Botanique à Bruxelles avec Second Sex et Plastiscines (Belgique)
- 9 mai 2006 : Le Paris Paris (France)
- 13 mai 2006 : La Cigale à Paris avec Stereolab (France)
- 26 et 27 mai 2006 : Le Baron on tour à Cannes, à l'occasion du festival du film (France)
- 3 juin 2006 : Kiwarock Festival à La Louvière (Belgique)
- 13 juillet 2006 : Dour Festival avec Primal Scream, Maxïmo Park, Art Brut (Belgique)
- 26 septembre 2006 : Nuit du Soir au Cirque Royal à Bruxelles (Belgique)
- 5 octobre 2006 : La Vapeur à Dijon (France)
- 7 octobre 2006 : L'Eden à Charleroi avec Das Pop (Belgique)
- 3 novembre 2007 : Le Normandy à Saint-Lô dans le cadre des écrans soniques (France)
- 10 août 2012 : Dans le cadre du BSF, Brussels summer festival au Monts des Arts (Belgique)

## Formation
- Jean Waterlot - chant, guitare, piano, trompette
- Emmanuel « Manu » Simonis - guitare, chant
- Gabriel Reding - basse
- Pierre Waterlot - batterie